# 히지리코겐역
히지리코겐역(일본어: 聖高原駅, 히지리 고원역)은 일본 나가노현 히가시치쿠마군 오미촌에 있는, 동일본 여객철도의 철도역이다. 시노노이 선이 지나간다. 이름은 히지리 고원에서 따온 것이다.
특급 《시나노》의 일부 열차가 정차한다.

## 역 구조
지상역으로, 승강장은 단식 1면 1선과 섬식 1면 2선이 있다. 승강장끼리는 과선교로 이어져 있다. 승강장에는 히지리 관세음보살상이 있다.
아카시나역이 관리하며, 역 업무는 나가노 개발이 대신 하고 있다. 자동개찰기, 초록 창구(오전 7시 45분 ~ 오후 5시 20분 사이에 영업) 등이 있다.

### 승강장
| 1 | ■ 시노노이 선 | 시노노이 · 나가노 방면   |
| 2 | ■ 시노노이 선 | 마쓰모토 · 시오지리 방면 |
| 3 | ■ 시노노이 선 | 시노노이 · 나가노 방면   |
| 3 | ■ 시노노이 선 | 마쓰모토 · 시오지리 방면 |

## 역세권 정보
- 오미촌청
- 오미주쿠
- 국도 제403호선

## 역사
- 1900년 11월 1일 - 일본국유철도 시노노이 선의 역으로 개업하였다. 당시 역 이름은 "오미"(일본어: 麻績, おみ)였다.
- 1976년 4월 1일 - 근처의 히지리 고원에서 이름을 따 역 이름을 "히지리코겐"으로 바꾸었다.
- 1987년 4월 1일 - 민영화에 따라 동일본 여객철도의 소속이 되었다.

## 인접역
| 동일본 여객철도 시노노이 선 | 동일본 여객철도 시노노이 선 | 동일본 여객철도 시노노이 선     |
| --------------------------- | --------------------------- | ------------------------------- |
| 사카키타 시오지리 방면      | ■ 보통                      | 가무리키 시노노이 · 나가노 방면 |